# Oporinia margaritata
Oporinia margaritata är en fjärilsart som beskrevs av Barend J. Lempke 1950. Oporinia margaritata ingår i släktet Oporinia och familjen mätare. Inga underarter finns listade i Catalogue of Life.